# Asplenium ruta muraria x septentrionale
Asplenium ruta muraria x septentrionale là một loài dương xỉ trong họ Aspleniaceae. Loài này được Murbeck mô tả khoa học đầu tiên năm 1887.
Danh pháp khoa học của loài này chưa được làm sáng tỏ. 